# 10075 Campeche
A 10075 Campeche (ideiglenes jelöléssel (10075) 1989 GR4) a Naprendszer kisbolygóövében található aszteroida. Eric Walter Elst fedezte fel 1989. április 3-án.

## Kapcsolódó szócikk
- Kisbolygók listája (10001–10500)